# レスリングどんたく
レスリングどんたく（WRESTLING DONTAKU）は、新日本プロレスが主催するプロレスの興行。また、同興行を扱うPPVの名称である。

## 概要
- 毎年5月3日・4日に福岡国際センターで開催される新日本プロレスのビッグマッチ。「プロレス祭り」とも称される。
- 名称のどんたくとは、同時期に福岡市中心部で開催されている博多を代表する祭り「博多どんたく港まつり」にちなむ。
- 1993年から2001年までは福岡ドームで開催。2002年以降は開催が途絶えていたが、2009年より会場を福岡国際センターに移し再開している。
- 2013年から2014年にかけて、このイベントはPPVで日本国外でも放送された。2015年以来、新日本プロレスのインターネットのストリーミングサイトである新日本プロレスワールドで全世界に配信されている。

- 会場都合で国際センターが使用不可となった2022年大会は21年ぶりとなる福岡PayPayドーム（福岡ドーム）での開催となった[1]
- 2024年「レスリングどんたく 2024」の前哨戦として「Road to レスリングどんたく2024」が4月20日東京都町田市立総合体育館からスタートし、4月21日長野県茅野市民館、4月22日と4月23日東京都後楽園ホール、4月25日福井県産業会館、4月26日エディオンアリーナ大阪、4月27日広島県広島サンプラザ、4月30日 熊本県グランメッセ熊本、5月1日大分県サイクルショップコダマ大洲アリーナを開催予定[2]。

## 試合結果

### 1993年
| 第1試合 30分1本勝負 ■ 闘魂トリオ vs 若獅子TOP3                               |                                         |                                                           |
| ○野上彰 飯塚孝之 エル・サムライ                                              | 15分01秒 ドラゴンスープレックスホールド | 山本広吉● 西村修 小島聡                                   |
| 第2試合 30分1本勝負 ■ バトル・オブ・ヤング・マスター                         |                                         |                                                           |
| ○小原道由                                                                    | 09分26秒 パワーボム →エビ固め           | 齋藤彰俊●                                                 |
| 第3試合 30分1本勝負 ■ レイズ・ザ・プロフェッショナル                         |                                         |                                                           |
| ●マサ斎藤                                                                    | 08分35秒 ヘッドドロップ →片エビ固め     | ブルータス・ビーフケーキ○                                 |
| 第4試合 時間無制限1本勝負 ■ パワーストラグル"全面戦争"                       |                                         |                                                           |
| スーパー・ストロング・マシン ●後藤達俊 ヒロ斎藤 石川敬士 阿修羅・原          | 11分26秒 パワーボム →エビ固め           | 木村健吾 越中詩郎○ 小林邦明 青柳政司 ザ・グレート・カブキ |
| 第5試合 60分1本勝負 ■ 超次元英雄BATTLE"夢対決"                               |                                         |                                                           |
| ●獣神サンダー・ライガー                                                      | 14分25秒 タイガースープレックスホールド | タイガーマスク○                                           |
| 第6試合 45分1本勝負 ■ ゴールドラッシュ・イン・ニュージャパン                 |                                         |                                                           |
| スティング                                                                   | 09分16秒 ノーコンテスト                 | スコット・ノートン                                        |
| 第7試合 60分1本勝負 ■ リアル・マスターズ・オブ・レスリング"究極の仕事人対決" |                                         |                                                           |
| ○藤原喜明                                                                    | 12分11秒 脇固め                         | 馳浩●                                                     |
| 第8試合 60分1本勝負 ■ スーパーエクスプロージョンバウト                       |                                         |                                                           |
| ○パワー・ウォリアー ホーク・ウォリアー                                       | 12分22秒 ダブルインパクト →体固め       | 蝶野正洋● 橋本真也                                        |
| 第9試合 60分1本勝負 ■ スーパードリームマッチ・リアル・アメリカン             |                                         |                                                           |
| ○ハルク・ホーガン                                                            | 15分55秒 アックスボンバー →片エビ固め   | グレート・ムタ●                                           |
| 第10試合 60分1本勝負 ■ スペシャルクライマックス・四天王タッグマッチ          |                                         |                                                           |
| アントニオ猪木 ○藤波辰爾                                                     | 26分25秒 グラウンドコブラツイスト       | 長州力● 天龍源一郎                                        |

### 1994年
| 第1試合                                                           |                                             |                                                     |
| ○小島聡                                                           | 11分12秒 レッグ&ネックロック                | 永田裕志●                                           |
| 第2試合                                                           |                                             |                                                     |
| ○エル・サムライ 石沢常光                                          | 13分48秒 片エビ固め                         | 高岩竜一● 大谷晋二郎                                |
| 第3試合                                                           |                                             |                                                     |
| ○木戸修 野上彰 飯塚孝之                                           | 14分06秒 キドクラッチ                       | 小原道由● 後藤達俊 齋藤彰俊                         |
| 第4試合                                                           |                                             |                                                     |
| ○木村健吾 ザ・グレート・カブキ 小林邦明                           | 08分39秒 パワーボム →エビ固め               | 保永昇男● 仲野信市 ヒロ斎藤                         |
| 第5試合                                                           |                                             |                                                     |
| ○エル・ヒガンテ                                                   | 03分51秒 ブレーンクロー                     | 安田忠夫●                                           |
| 第6試合 エキシビションマッチ                                      |                                             |                                                     |
| 獣神サンダー・ライガー                                            | 10分00秒 時間切れ引き分け                   | 佐山聡                                              |
| 第7試合                                                           |                                             |                                                     |
| ○越中詩郎                                                         | 12分16秒 パワーボム →エビ固め               | 谷津嘉章●                                           |
| 第8試合 60分1本勝負 ■ IWGPタッグ選手権試合                        |                                             |                                                     |
| ○ホーク・ウォリアー パワー・ウォリアー (第23代王者組)             | 15分27秒 ダブルインパクト →片エビ固め       | スコット・スタイナー● リック・スタイナー (挑戦者組) |
| ※ヘル・レイザーズが初防衛に成功。                                 |                                             |                                                     |
| 第9試合 60分1本勝負 ■ WCWインターナショナル世界ヘビー級選手権試合 |                                             |                                                     |
| ○リック・ルード (挑戦者)                                          | 22分48秒 ダイビングニードロップ →片エビ固め | スティング● (第4代王者)                             |
| ※ルードが第5代王者となる。                                        |                                             |                                                     |
| 第10試合                                                          |                                             |                                                     |
| ○蝶野正洋                                                         | 08分08秒 STF                                | 藤原喜明●                                           |
| 第11試合                                                          |                                             |                                                     |
| ○長州力                                                           | 10分56秒 サソリ固め                         | 馳浩●                                               |
| 第12試合 60分1本勝負 ■ IWGPヘビー級選手権試合                     |                                             |                                                     |
| ○橋本真也 (挑戦者)                                                | 06分04秒 DDT →体固め                        | 藤波辰爾● (第15代王者)                              |
| ※橋本が第16代王者となる。                                         |                                             |                                                     |
| 第13試合 ■ INOKI FINAL COUNT DOWN 1st                             |                                             |                                                     |
| ○アントニオ猪木                                                   | 20分12秒 スリーパーホールド →体固め         | グレート・ムタ●                                     |

### 1995年
| 第1試合                                              |                                           |                                        |
| ○永田裕志                                            | 13分29秒 腕ひしぎ逆十字固め               | 中西学●                                |
| 第2試合                                              |                                           |                                        |
| ○飯塚孝之 エル・サムライ                             | 13分45秒 ブリザードスープレックスホールド | 野上彰● 保永昇男                       |
| 第3試合                                              |                                           |                                        |
| ○ワイルド・ペガサス                                  | 12分00秒 ダイビングヘッドバット           | スコーピオ●                            |
| 第4試合 60分1本勝負 ■ IWGPジュニアヘビー級選手権試合 |                                           |                                        |
| ○サブゥー (挑戦者)                                   | 16分39秒 アラビアンプレス →片エビ固め     | 金本浩二● (第23代王者)                 |
| ※サブゥーが第24代王者となる。                        |                                           |                                        |
| 第5試合                                              |                                           |                                        |
| ○平田淳嗣                                            | 06分04秒 ライガーボム                     | ヒロ斎藤●                              |
| 第6試合                                              |                                           |                                        |
| リック・スタイナー ○スコット・スタイナー             | 18分52秒 片エビ固め                       | ホーク・ウォリアー● スコット・ノートン |
| 第7試合                                              |                                           |                                        |
| ○越中詩郎 テリー・ファンク                           | 13分40秒 ジャンピングヒップアタック       | 蝶野正洋● 冬木弘道                     |
| 第8試合                                              |                                           |                                        |
| ○リック・フレアー                                    | 22分52秒 足4の字固め                      | 馳浩●                                  |
| 第9試合                                              |                                           |                                        |
| ○アントニオ猪木 北尾光司                             | 10分57秒 スリーパーホールド →体固め       | 長州力● 天龍源一郎                     |
| 第10試合                                             |                                           |                                        |
| ○佐々木健介                                          | 11分20秒 ラリアット                       | 天山広吉●                              |
| 第11試合 60分1本勝負 ■ IWGPヘビー級選手権試合        |                                           |                                        |
| ○武藤敬司 (挑戦者)                                   | 21分13秒 ムーンサルトプレス →体固め       | 橋本真也● (第16代王者)                 |
| ※武藤が第17代王者となる。                            |                                           |                                        |

### 2000年
| 第1試合 ■ ヤングライオン杯決勝戦               |                                       |                                                          |
| ○鈴木健三                                      | 15分08秒 バックドロップスープレックス | 真壁伸也●                                                |
| 第2試合                                        |                                       |                                                          |
| ○越中詩郎 平田淳嗣 安田忠夫                    | 10分19秒 パワーボム →エビ固め         | ヒロ斎藤● 後藤達俊 小原道由                              |
| 第3試合                                        |                                       |                                                          |
| 金本浩二 ○大谷晋二郎 ケンドー・カシン 高岩竜一 | 14分26秒 スワンダイブ式ニールキック   | 獣神サンダー・ライガー 田中稔 CIMA スモー“ダンディ”フジ● |
| 第4試合                                        |                                       |                                                          |
| ○天山広吉                                      | 13分34秒 ダイビングヘッドバット       | 飯塚高史●                                                |
| 第5試合                                        |                                       |                                                          |
| ○吉江豊                                        | 15分08秒 ハーフネルソンスープレックス | 小島聡●                                                  |
| 第6試合 ■ EPILOGUE OF DRAGON 1st               |                                       |                                                          |
| ○蝶野正洋                                      | 06分03秒 ケンカキック                 | 藤波辰爾●                                                |
| 第7試合 60分1本勝負 ■ IWGPタッグ選手権試合     |                                       |                                                          |
| 中西学 ○永田裕志 (第39代王者組)                | 09分26秒 バックドロップホールド       | 小川直也 村上一成● (挑戦者組)                            |
| ※中西&永田組が4度目の防衛に成功。              |                                       |                                                          |
| 第8試合 60分1本勝負 ■ IWGPヘビー級選手権試合   |                                       |                                                          |
| ○パワー・ウォリアー (第26代王者)               | 12分44秒 ラリアット →体固め           | グレート・ムタ● (挑戦者)                                 |
| ※健介が3度目の防衛に成功。                     |                                       |                                                          |

### 2001年
| 第1試合                                              |                                             |                                                           |
| ○真壁伸也 柴田勝頼                                   | 11分51秒 ジャーマンスープレックスホールド   | 棚橋弘至● 井上亘                                          |
| 第2試合                                              |                                             |                                                           |
| 越中詩郎 ○西村修 吉江豊                              | 11分00秒 グラウンドコブラツイスト           | ヒロ斎藤● 後藤達俊 小原道由                               |
| 第3試合                                              |                                             |                                                           |
| ○田中稔                                              | 10分18秒 腕ひしぎ逆十字固め                 | ケンドー・カシン●                                         |
| 第4試合 60分1本勝負 ■ IWGPジュニアタッグ選手権試合   |                                             |                                                           |
| ○獣神サンダー・ライガー エル・サムライ (第6代王者組) | 19分09秒 垂直落下式ブレーンバスター →体固め | ドクトル・ワグナー・ジュニア● シルバー・キング (挑戦者組) |
| ※ライガー&サムライ組が初防衛に成功。                 |                                             |                                                           |
| 第5試合                                              |                                             |                                                           |
| ○ドン・フライ                                        | 07分05秒 三角絞め                           | スコット・ノートン●                                       |
| 第6試合                                              |                                             |                                                           |
| ○安田忠夫                                            | 07分33秒 フロントネックロック               | 飯塚高史●                                                 |
| 第7試合                                              |                                             |                                                           |
| ○永田裕志                                            | 02分29秒 レフェリーストップ                 | レイニー・マルティネス●                                   |
| 第8試合                                              |                                             |                                                           |
| ○武藤敬司 馳浩 太陽ケア                              | 18分44秒 シャイニング・ウィザード           | 蝶野正洋 天山広吉 小島聡●                                 |
| 第9試合                                              |                                             |                                                           |
| 長州力 ○中西学                                       | 09分07秒 チキンウイングアームロック         | 小川直也 村上和成●                                        |

### 2009年
この年より会場を福岡国際センターに移して開催。
| 第0試合 15分1本勝負                                                                     |                                       |                                                |
| ○平澤光秀                                                                               | 06分19秒 ヒラボトム →エビ固め         | 吉橋伸雄●                                      |
| 第1試合 20分1本勝負                                                                     |                                       |                                                |
| ●田口隆祐 プリンス・デヴィット                                                          | 10分15秒 ヴィクトリアミラネーゼ       | ミラノコレクションA.T.○ タイチ                 |
| 第2試合 20分1本勝負                                                                     |                                       |                                                |
| 井上亘 AKIRA 岡田かずちか                                                               | 09分39秒 両者リングアウト             | 石井智宏 ブラック・タイガー 邪道               |
| 第3試合 30分1本勝負                                                                     |                                       |                                                |
| ●長州力 蝶野正洋                                                                        | 12分07秒 アルゼンチンバックブリーカー | 中西学○ 大森隆男                               |
| 第4試合 30分1本勝負 ■ レスリングどんたく 2009 スペシャルタッグマッチ TENJIN Deadline    |                                       |                                                |
| 真壁刀義 ●本間朋晃                                                                      | 11分32秒 ランドスライド →片エビ固め   | 中邑真輔○ 矢野通                               |
| 第5試合 30分1本勝負 ■ レスリングどんたく2009 スペシャルタッグマッチ HAKATA Cross Fire   |                                       |                                                |
| タイガーマスク ●金本浩二                                                                | 13分03秒 CTB →体固め                  | 獣神サンダー・ライガー○ CIMA                   |
| 第6試合 時間無制限1本勝負 ■ Justice revenge in FUKUOKA ドッグカラー・チェーンデスマッチ |                                       |                                                |
| ○永田裕志                                                                               | 20分07秒 K.O.                         | 飯塚高史●                                      |
| 第7試合 時間無制限1本勝負 ■ 天山広吉復帰戦 IWGPタッグ王座挑戦者決定戦                   |                                       |                                                |
| ●天山広吉 小島聡                                                                        | 18分44秒 ガン・スタン →エビ固め       | ジャイアント・バーナード カール・アンダーソン○ |
| 第8試合 60分1本勝負 ■ IWGPヘビー級選手権試合                                            |                                       |                                                |
| ○棚橋弘至 (第50代王者)                                                                  | 29分39秒 ハイフライフロー →片エビ固め | 後藤洋央紀● (挑戦者)                           |
| ※棚橋が3度目の防衛に成功。                                                              |                                       |                                                |

### 2010年
| 第0試合 15分1本勝負                                                                                     |                                                                 |                                                           |
| ○平澤光秀                                                                                               | 05分44秒 逆エビ固め                                             | 吉橋伸雄●                                                 |
| 第1試合 20分1本勝負                                                                                     |                                                                 |                                                           |
| ○タイガーマスク AKIRA 本間朋晃                                                                          | 07分56秒 デストロイスープレックスホールド                       | 飯塚高史 石井智宏 外道●                                   |
| 第2試合 20分1本勝負                                                                                     |                                                                 |                                                           |
| ○中西学                                                                                                 | 08分15秒 アルゼンチンバックブリーカー                           | キング・ファレ●                                           |
| 第3試合 60分1本勝負 ■ CMLL世界ミドル級選手権試合                                                        |                                                                 |                                                           |
| ●ネグロ・カサス (第15代王者)                                                                            | 10分04秒 空中胴締め落とし →体固め                               | 獣神サンダー・ライガー○ (挑戦者)                          |
| ※ライガーが第16代王者となる。                                                                           |                                                                 |                                                           |
| 第4試合 60分1本勝負 ■ IWGPタッグ選手権試合 3WAYマッチ                                                   |                                                                 |                                                           |
| 高橋裕二郎 内藤哲也 (第55代王者組) 永田裕志 ○井上亘 (挑戦者組)                                          | 12分20秒 スピアーオブジャスティス →エビ固め                     | ジャイアント・バーナード カール・アンダーソン● (挑戦者組) |
| ※永田&井上組が第56代王者組となる。 ※3チーム同時に試合を行い、いずれかのチームが勝利した時点で決着とする |                                                                 |                                                           |
| 第5試合 60分1本勝負 ■ スペシャルシングルマッチ                                                          |                                                                 |                                                           |
| 後藤洋央紀                                                                                              | 13分41秒 両者K.O                                                | 田中将斗                                                  |
| 第6試合 60分1本勝負 ■ IWGP Jr.ヘビー級選手権試合                                                        |                                                                 |                                                           |
| ○丸藤正道 (第59代王者)                                                                                  | 22分40秒 タイガーフロウジョン →片エビ固め                       | 田口隆祐● (挑戦者)                                        |
| ※丸藤が4度目の防衛に成功。                                                                              |                                                                 |                                                           |
| 第7試合 60分1本勝負 ■ スペシャルシングルマッチ                                                          |                                                                 |                                                           |
| ●棚橋弘至                                                                                               | 16分57秒 片エビ固め                                             | 矢野通○                                                   |
| 第8試合 60分1本勝負 ■ IWGPヘビー級選手権試合                                                            |                                                                 |                                                           |
| ●中邑真輔 (第53代王者)                                                                                  | 18分18秒 トップロープからのキングコングニードロップ →片エビ固め | 真壁刀義○ (挑戦者)                                        |
| ※真壁が第54代王者となる。                                                                               |                                                                 |                                                           |

### 2011年
| 第1試合 20分1本勝負                                           |                                               |                                                   |
| ○中西学 高橋広夢 本間朋晃                                     | 04分36秒 アルゼンチンバックブリーカー         | 外道 邪道 キラーラビット●                         |
| 第2試合 20分1本勝負                                           |                                               |                                                   |
| タイガーマスク ●KUSHIDA                                       | 06分43秒 みちのくメフィスト →体固め           | TAKAみちのく タイチ○                              |
| 第3試合 20分1本勝負                                           |                                               |                                                   |
| 天山広吉 井上亘 ●キング・ファレ                               | 07分57秒 鬼殺し →片エビ固め                   | 矢野通○ 飯塚高史 石井智宏                         |
| 第4試合 60分1本勝負 ■ CMLL世界ミドル級選手権試合              |                                               |                                                   |
| ○獣神サンダー・ライガー (第15代王者)                          | 10分04秒 垂直落下式ブレーンバスター →体固め   | マスカラ・ドラダ● (挑戦者)                        |
| ※ライガーが3度目の防衛に成功。                                |                                               |                                                   |
| 第5試合 60分1本勝負 ■ IWGP Jr.タッグ選手権試合                |                                               |                                                   |
| ○プリンス・デヴィット 田口隆祐 (第28代王者組)                 | 17分41秒 ブラディーサンデー →片エビ固め       | デイビー・リチャーズ ロッキー・ロメロ● (挑戦者組) |
| ※Apollo 55が4度目の防衛に成功。                               |                                               |                                                   |
| 第6試合 60分1本勝負 ■ IWGPタッグ選手権試合                    |                                               |                                                   |
| ○ジャイアント・バーナード カール・アンダーソン (第57代王者組) | 19分49秒 バーナードライバー →片エビ固め       | 高橋裕二郎 内藤哲也● (挑戦者組)                   |
| ※バーナード&アンダーソン組が7度目の防衛に成功。               |                                               |                                                   |
| 第7試合 30分1本勝負 ■ スペシャルタッグマッチ                  |                                               |                                                   |
| ○後藤洋央紀 タマ・トンガ                                      | 09分43秒 昇天・改 →体固め                     | 杉浦貴 橋誠●                                      |
| 第8試合 30分1本勝負 ■ スペシャルシングルマッチ                |                                               |                                                   |
| ○永田裕志                                                     | 14分53秒 バックドロップホールド               | 田中将斗●                                         |
| 第9試合 30分1本勝負 ■ スペシャルシングルマッチ                |                                               |                                                   |
| ○真壁刀義                                                     | 11分51秒 キングコングニードロップ →片エビ固め | 小島聡●                                           |
| 第10試合 60分1本勝負 ■ IWGPヘビー級選手権試合                 |                                               |                                                   |
| ○棚橋弘至 (第56代王者)                                        | 20分17秒 ハイフライフロー →片エビ固め         | 中邑真輔● (挑戦者)                                |
| ※棚橋が3度目の防衛に成功。                                    |                                               |                                                   |

### 2012年
| 第1試合 20分1本勝負                                     |                                                 |                             |
| ストロングマン キャプテン・ニュージャパン ●タマ・トンガ | 07分12秒 垂直落下式ブレーンバスター →片エビ固め | YOSHI-HASHI 石井智宏○ 邪道  |
| 第2試合 20分1本勝負                                     |                                                 |                             |
| 田口隆祐 ●KUSHIDA                                       | 08分16秒 タイチ式外道クラッチ                   | TAKAみちのく タイチ○        |
| 第3試合 20分1本勝負                                     |                                                 |                             |
| 獣神サンダー・ライガー ○タイガーマスク                  | 07分50秒 飛びつき回転十字架固め                 | ロッキー・ロメロ 外道●      |
| 第4試合 60分1本勝負 ■ IWGP Jr.ヘビー級選手権試合        |                                                 |                             |
| ●プリンス・デヴィット (第62代王者)                      | 21分01秒 キークラッシャー99                     | ロウ・キー○ (挑戦者)        |
| ※ロウ・キーが第63代王者となる。                         |                                                 |                             |
| 第5試合 60分1本勝負 ■ IWGPタッグ選手権試合              |                                                 |                             |
| 天山広吉 ●小島聡 (第58代王者組)                         | 16分47秒 鬼殺し →片エビ固め                     | 矢野通○ 飯塚高史 (挑戦者組) |
| ※矢野&飯塚組が第59代王者組となる。                      |                                                 |                             |
| 第6試合 30分1本勝負 ■ スペシャルタッグマッチ            |                                                 |                             |
| ●真壁刀義 永田裕志                                      | 13分43秒 ゴッチ式パイルドライバー →体固め       | 鈴木みのる○ 高山善廣        |
| 第7試合 30分1本勝負 ■ スペシャルシングルマッチ          |                                                 |                             |
| ●カール・アンダーソン                                   | 12分15秒 ボマイェ →体固め                       | 中邑真輔○                   |
| 第8試合 30分1本勝負 ■ スペシャルタッグマッチ            |                                                 |                             |
| ○棚橋弘至 内藤哲也                                      | 13分59秒 ハイフライフロー →片エビ固め           | 田中将斗 高橋裕二郎●        |
| 第9試合 60分1本勝負 ■ IWGPヘビー級選手権試合            |                                                 |                             |
| ○オカダ・カズチカ (第57代王者)                          | 24分55秒 レインメーカー →片エビ固め             | 後藤洋央紀● (挑戦者)        |
| ※オカダが2度目の防衛に成功。                            |                                                 |                             |

### 2013年
| 第0試合 20分1本勝負                                                                                    |                                               |                                                              |
| 永田裕志 ○獣神サンダー・ライガー タイガーマスク マキシモ                                               | 07分04秒 空中胴締め落とし →体固め             | 石井智宏 YOSHI-HASHI 邪道 外道●                              |
| 第1試合 60分1本勝負 ■ IWGPジュニアタッグ選手権試合                                                     |                                               |                                                              |
| ●KUSHIDA アレックス・シェリー (第34代王者組)                                                           | 11分05秒 コントラクトキラー →片エビ固め       | ロッキー・ロメロ○ アレックス・コズロフ (挑戦者組)            |
| ※フォーエバー・フーリガンズが第35代王者組となる。                                                      |                                               |                                                              |
| 第2試合 30分1本勝負 ■ バッドラック・ファレ凱旋帰国試合                                                 |                                               |                                                              |
| 田口隆祐 ●キャプテン・ニュージャパン                                                                   | 05分28秒 ファレのチョークラリアット →体固め   | プリンス・デヴィット○ バッドラック・ファレ                   |
| 第3試合 60分1本勝負 ■ IWGPタッグ選手権試合4WAYマッチ                                                   |                                               |                                                              |
| ランス・アーチャー デイビーボーイ・スミスJr. (第61代王者組) 天山広吉 ○小島聡 (挑戦者組)                | 10分40秒 ラリアット →片エビ固め               | 中西学 ストロングマン● (挑戦者組) 矢野通 飯塚高史 (挑戦者組) |
| ※天コジが第62代王者組となる。 ※4チーム同時に試合を行い、いずれかのチームが勝利した時点で決着とする。。 |                                               |                                                              |
| 第4試合 60分1本勝負 ■ NEVER無差別級選手権試合                                                          |                                               |                                                              |
| ○田中将斗 (初代王者)                                                                                   | 09分32秒 スライディングD →片エビ固め          | 本間朋晃● (挑戦者)                                           |
| ※田中が3度目の防衛に成功。                                                                             |                                               |                                                              |
| 第5試合 30分1本勝負 ■ スペシャルシングルマッチ                                                         |                                               |                                                              |
| ○真壁刀義                                                                                              | 09分59秒 キングコングニードロップ →片エビ固め | 高橋裕二郎●                                                  |
| 第6試合 30分1本勝負 ■ スペシャルシングルマッチ                                                         |                                               |                                                              |
| 後藤洋央紀                                                                                             | 11分39秒 両者KO                               | 柴田勝頼                                                     |
| 第7試合 30分1本勝負 ■ スペシャルシングルマッチ                                                         |                                               |                                                              |
| ○棚橋弘至                                                                                              | 12分52秒 ハイフライフロー →片エビ固め         | カール・アンダーソン●                                        |
| 第8試合 60分1本勝負 ■ ダブルメインイベントI IWGPインターコンチネンタル選手権試合                       |                                               |                                                              |
| ○中邑真輔 (第4代王者)                                                                                  | 14分59秒 ボマイェ →片エビ固め                 | シェルトン・X・ベンジャミン● (挑戦者)                        |
| ※中邑が8度目の防衛に成功。                                                                             |                                               |                                                              |
| 第9試合 60分1本勝負 ■ ダブルメインイベントII IWGPヘビー級選手権試合                                    |                                               |                                                              |
| ○オカダ・カズチカ (第59代王者)                                                                         | 30分47秒 レインメーカー →片エビ固め           | 鈴木みのる● (挑戦者)                                         |
| ※オカダが初防衛に成功。                                                                                |                                               |                                                              |

### 2014年
| 第0試合 20分1本勝負                                                                                              |                                                 |                                                                          |
| 天山広吉 タイガーマスク KUSHIDA ●小松洋平                                                                        | 09分16秒 ギターラ・デ・アンヘル →体固め         | キャプテン・ニュージャパン エル・デスペラード○ BUSHI マスカラ・ドラダ    |
| 第1試合 60分1本勝負 ■ IWGPジュニアタッグ選手権試合                                                               |                                                 |                                                                          |
| ○マット・ジャクソン ニック・ジャクソン (第37代王者組)                                                            | 15分09秒 モアバング4ユアバック →片エビ固め      | ロッキー・ロメロ● アレックス・コズロフ (挑戦者組)                        |
| ※ヤング・バックスが4度目の防衛に成功。                                                                           |                                                 |                                                                          |
| 第2試合 30分1本勝負 ■ スペシャルタッグマッチ                                                                     |                                                 |                                                                          |
| ○矢野通 飯塚高史                                                                                                 | 09分02秒 反則                                   | 鈴木みのる● シェルトン・X・ベンジャミン                                  |
| 第3試合 60分1本勝負 ■ NWA世界ヘビー級選手権試合                                                                  |                                                 |                                                                          |
| ○小島聡 (第125代王者)                                                                                            | 09分25秒 ラリアット →片エビ固め                 | ウェス・ブリスコ● (挑戦者)                                               |
| ※小島が3度目の防衛に成功。                                                                                       |                                                 |                                                                          |
| 第4試合 30分1本勝負 ■ スペシャルタッグマッチ                                                                     |                                                 |                                                                          |
| 永田裕志 ●中西学                                                                                                 | 10分50秒 サソリ固め                             | 後藤洋央紀○ 柴田勝頼                                                     |
| 第5試合 60分1本勝負 ■ IWGPジュニアヘビー級選手権試合                                                             |                                                 |                                                                          |
| ○飯伏幸太 (第67代王者)                                                                                           | 14分03秒 フェニックススプラッシュ →片エビ固め   | 田口隆祐● (挑戦者)                                                       |
| ※飯伏が3度目の防衛に成功。                                                                                       |                                                 |                                                                          |
| 第6試合 60分1本勝負 ■ NEVER無差別級選手権試合                                                                    |                                                 |                                                                          |
| ○石井智宏 (第3代王者)                                                                                            | 14分07秒 垂直落下式ブレーンバスター →片エビ固め | 本間朋晃● (挑戦者)                                                       |
| ※石井が3度目の防衛に成功。                                                                                       |                                                 |                                                                          |
| 第7試合 時間無制限 ■ スペシャルイリミネーションマッチ                                                            |                                                 |                                                                          |
| ○棚橋弘至 真壁刀義 内藤哲也 獣神サンダー・ライガー                                                               | 15分36秒 ハイフライフロー →片エビ固め           | カール・アンダーソン ドク・ギャローズ● バッドラック・ファレ タマ・トンガ |
| 【退場順】 1. ○真壁(14分13秒 オーバー・ザ・トップロープ)アンダーソン●                                            |                                                 |                                                                          |
| 第8試合 30分1本勝負 ■ プロレスvs柔術 異種格闘技戦                                                                |                                                 |                                                                          |
| 中邑真輔 ●桜庭和志                                                                                               | 08分30秒 胴着による首絞め                       | ダニエル・グレイシー ホーレス・グレイシー○                               |
| ※通常のプロレスルールに加えて、 - チョークスリーパー及び道着着用の場合のみ、道着を使用しての締め技は有効とする。 |                                                 |                                                                          |
| 第9試合 60分1本勝負 ■ IWGPヘビー級選手権試合                                                                     |                                                 |                                                                          |
| ●オカダ・カズチカ (第59代王者)                                                                                   | 24分31秒 スタイルズクラッシュ →エビ固め         | AJスタイルズ○ (挑戦者)                                                   |
| ※AJが第60代王者となる。                                                                                          |                                                 |                                                                          |

### 2015年
| 第1試合 20分1本勝負 |                                                           | |
| ○永田裕志 獣神サンダー・ライガー タイガーマスク マスカラ・ドラダ                                                                | 08分29秒 エクスプロイダー・オブ・ジャスティス →片エビ固め | 中西学 キャプテン・ニュージャパン● 田口隆祐 KUSHIDA                                                |
| 第2試合 20分1本勝負 |                                                           | |
| 内藤哲也 ●田中翔 | 11分55秒 逆片エビ固め                                     | 飯伏幸太 小松洋平○                                                                                 |
| 第3試合 20分1本勝負 |                                                           | |
| 天山広吉 小島聡 ○本間朋晃 | 08分57秒 こけし →片エビ固め                               | バッドラック・ファレ タマ・トンガ コーディ・ホール●                                                |
| 第4試合 60分1本勝負 ■ IWGP Jr.タッグ選手権試合3WAYマッチ                                                                        |                                                           | |
| ロッキー・ロメロ ●バレッタ (第41代王者組)                                                                                       | 17分17秒 モア・バング・フォー・ユア・バック →片エビ固め   | マット・ジャクソン○ ニック・ジャクソン (挑戦者組) カイル・オライリー ボビー・フィッシュ (挑戦者組) |
| ※ヤング・バックスが第42代王者組となる。 ※3チーム同時に通常のタッグマッチを行ない、いずれかの1チームが勝利した時点で決着とする。 |                                                           | |
| 第5試合 60分1本勝負 ■ IWGP Jr.ヘビー級選手権試合                                                                                |                                                           | |
| ○ケニー・オメガ (第70代王者) | 16分07秒 片翼の天使 →エビ固め                             | アレックス・シェリー● (挑戦者)                                                                     |
| ※オメガが3度目の防衛に成功。 |                                                           | |
| 第6試合 30分1本勝負 ■ スペシャル6人タッグマッチ                                                                                 |                                                           | |
| マット・ターバン マイケル・ベネット ○マリア・ケネリス                                                                           | 08分09秒 スモールパッケージホールド                       | カール・アンダーソン ドク・ギャローズ アンバー・ギャローズ●                                        |
| 第7試合 30分1本勝負 ■ スペシャル6人タッグマッチ                                                                                 |                                                           | |
| 真壁刀義 ○棚橋弘至 柴田勝頼 | 15分52秒 横入り式エビ固め                                 | 石井智宏 矢野通● 桜庭和志                                                                          |
| 第8試合 30分1本勝負 ■ スペシャルタッグマッチ                                                                                    |                                                           | |
| オカダ・カズチカ ●YOSHI-HASHI                                                                                                   | 13分20秒 スタイルズクラッシュ →エビ固め                   | AJスタイルズ○ 高橋裕二郎                                                                           |
| 第9試合 60分1本勝負 ■ IWGPインターコンチネンタル選手権試合                                                                      |                                                           | |
| ●中邑真輔 (第10代王者) | 20分53秒 昇天・改 →片エビ固め                             | 後藤洋央紀○ (挑戦者)                                                                               |
| ※後藤が第11代王者となる。 |                                                           | |

### 2016年
レスリングどんたく 2016は当初は4月29日に開催予定だったレスリング火の国2016が中止されたことにより、同大会の一部試合カードを本大会に組み込まれた。
| 第1試合 20分1本勝負                                            |                                                 |                                                                  |
| ●キャプテン・ニュージャパン ジュース・ロビンソン               | 02分26秒 グラネード →体固め                     | バッドラック・ファレ○ 高橋裕二郎                                 |
| 第2試合 20分1本勝負                                            |                                                 |                                                                  |
| タイガーマスク 田口隆祐 ジェイ・ホワイト ●デビッド・フィンレー | 07分23秒 オスカッター →片エビ固め               | 桜庭和志 YOSHI-HASHI ウィル・オスプレイ○ 外道                    |
| 第3試合 60分1本勝負 ■ IWGPジュニアタッグ選手権試合             |                                                 |                                                                  |
| ロッキー・ロメロ ●バレッタ (第46代王者組)                      | 16分26秒 シューティングスタープレス →片エビ固め | リコシェ○ マット・サイダル (挑戦者組)                            |
| ※リコシェ&サイダル組が第47代王者組となる。                     |                                                 |                                                                  |
| 第4試合 60分1本勝負 ■ NEVER無差別級6人タッグ選手権試合         |                                                 |                                                                  |
| マイケル・エルガン 棚橋弘至 ●ヨシタツ (第5代王者組)            | 14分03秒 片翼の天使 →片エビ固め                 | ケニー・オメガ○ マット・ジャクソン ニック・ジャクソン (挑戦者組) |
| ※オメガ組が第6代王者組となる。                                 |                                                 |                                                                  |
| 第5試合 60分1本勝負 ■ IWGPタッグ選手権試合                     |                                                 |                                                                  |
| ○タマ・トンガ タンガ・ロア (第70代王者組)                      | 12分12秒 ゲリラ・ウォーフェア →体固め           | 真壁刀義 本間朋晃● (挑戦者組)                                    |
| ※ゲリラズ・オブ・ディスティニーが初防衛に成功。                |                                                 |                                                                  |
| 第6試合 60分1本勝負 ■ NEVER無差別級選手権試合                  |                                                 |                                                                  |
| ●柴田勝頼 (第10代王者)                                         | 11分53秒 バックドロップホールド                 | 永田裕志○ (挑戦者)                                               |
| ※永田が第11代王者となる。                                      |                                                 |                                                                  |
| 第7試合 60分1本勝負 ■ IWGPジュニアヘビー級選手権試合           |                                                 |                                                                  |
| ○KUSHIDA (第73代王者)                                          | 14分37秒 リストクラッチ式ホバーボードロック     | 獣神サンダー・ライガー● (挑戦者)                                 |
| ※KUSHIDAが4度目の防衛に成功。                                  |                                                 |                                                                  |
| 第8試合 30分1本勝負 ■ スペシャルシングルマッチ                 |                                                 |                                                                  |
| ●後藤洋央紀                                                    | 09分53秒 EVIL →体固め                           | EVIL○                                                            |
| 第9試合 30分1本勝負 ■ スペシャルシングルマッチ                 |                                                 |                                                                  |
| ○オカダ・カズチカ                                              | 15分11秒 レインメーカー →片エビ固め             | SANADA●                                                          |
| 第10試合 60分1本勝負 ■ IWGPヘビー級選手権試合                  |                                                 |                                                                  |
| ○内藤哲也 (第64代王者)                                         | 30分33秒 デスティーノ →片エビ固め               | 石井智宏● (挑戦者)                                               |
| ※内藤が初防衛に成功。                                          |                                                 |                                                                  |

### 2017年
| 第0試合 15分1本勝負 |                                               |                                                                  |
| ○ヨシタツ 川人拓来 | 07分54秒 ヨシタツロック                       | 岡倫之 北村克哉●                                                 |
| 第1試合 20分1本勝負 |                                               |                                                                  |
| ○YOSHI-HASHI ウィル・オスプレイ                                                                                          | 06分53秒 バタフライロック                     | 高橋裕二郎 チェーズ・オーエンズ●                                 |
| 第2試合 20分1本勝負 |                                               |                                                                  |
| ○真壁刀義 タイガーマスクW タイガーマスク                                                                                 | 07分06秒 キングコングニードロップ →片エビ固め | 永田裕志 中西学● 獣神サンダー・ライガー                          |
| 第3試合 20分1本勝負 |                                               |                                                                  |
| ○後藤洋央紀 矢野通 邪道 ロッキー・ロメロ バレッタ                                                                        | 12分20秒 GTR →片エビ固め                      | 鈴木みのる 金丸義信 タイチ エル・デスペラード TAKAみちのく●      |
| 第4試合 30分1本勝負 |                                               |                                                                  |
| ●デビッド・フィンレー | 07分31秒 クロスローズ →片エビ固め             | Cody○                                                            |
| 第5試合 30分1本勝負 |                                               |                                                                  |
| ジュース・ロビンソン ●KUSHIDA                                                                                            | 09分00秒 TIME BOMB →体固め                    | 内藤哲也 高橋ヒロム○                                             |
| 第6試合 60分1本勝負 ■ IWGPタッグ選手権試合 3WAYマッチ                                                                    |                                               |                                                                  |
| ○レイモンド・ロウ ハンソン (第75代王者組)                                                                                | 11分43秒 フォールアウト →片エビ固め           | 天山広吉● 小島聡 (挑戦者組) タマ・トンガ タンガ・ロア (挑戦者組) |
| ※ロウ&ハンソン組が初防衛に成功。 ※3チーム同時に通常のタッグマッチを行ない、いずれかの1チームが勝利した時点で決着とする。 |                                               |                                                                  |
| 第7試合 60分1本勝負 ■ NEVER無差別級6人タッグ選手権試合                                                                   |                                               |                                                                  |
| 棚橋弘至 ●田口隆祐 リコシェ (第12代王者組)                                                                               | 15分48秒 エムエックス →エビ固め               | SANADA EVIL BUSHI○ (挑戦者組)                                    |
| ※SANADA組が第13代王者組となる。                                                                                          |                                               |                                                                  |
| 第8試合 30分1本勝負 ■ スペシャルシングルマッチ                                                                           |                                               |                                                                  |
| ●石井智宏 | 23分55秒 片翼の天使 →エビ固め                 | ケニー・オメガ○                                                  |
| 第9試合 60分1本勝負 ■ IWGPヘビー級選手権試合                                                                             |                                               |                                                                  |
| ○オカダ・カズチカ (第65代王者)                                                                                           | 21分47秒 レインメーカー →片エビ固め           | バッドラック・ファレ● (挑戦者)                                   |
| ※オカダが5度目の防衛に成功。                                                                                             |                                               |                                                                  |

### 2018年
この年より5月3日・4日の2日間開催となる。

#### 初日
| 第1試合 20分1本勝負                                                                     |                                                         |                                                                    |
| ●海野翔太 辻陽太                                                                        | 05分32秒 パッケージドライバー →体固め                   | 高橋裕二郎 チェーズ・オーエンズ○                                   |
| 第2試合 20分1本勝負                                                                     |                                                         |                                                                    |
| 永田裕志 岡倫之 ●成田蓮                                                                 | 07分12秒 どどん →エビ固め                               | 獣神サンダー・ライガー タイガーマスク 田口隆祐○                    |
| 第3試合 20分1本勝負                                                                     |                                                         |                                                                    |
| ロッキー・ロメロ YOH ○SHO                                                               | 02分04秒 横入り式エビ固め                               | ランス・アーチャー デイビーボーイ・スミスJr. 飯塚高史●             |
| 第4試合 20分1本勝負                                                                     |                                                         |                                                                    |
| ジュース・ロビンソン デビッド・フィンレー 真壁刀義 マイケル・エルガン ●トーア・ヘナーレ | 10分25秒 ブレードランナー →片エビ固め                   | 後藤洋央紀 ジェイ・ホワイト○ 石井智宏 矢野通 YOSHI-HASHI           |
| 第5試合 60分1本勝負 ■ NEVER無差別級6人タッグ選手権試合                                  |                                                         |                                                                    |
| バッドラック・ファレ タマ・トンガ ●タンガ・ロア (第16代王者組)                          | 12分05秒 モア・バンク・フォー・ユア・バック →片エビ固め | マット・ジャクソン○ ニック・ジャクソン マーティ・スカル (挑戦者組) |
| ※マット＆ニック＆スカルが第17代王者となる。                                             |                                                         |                                                                    |
| 第6試合 30分1本勝負                                                                     |                                                         |                                                                    |
| 内藤哲也 ○EVIL SANADA BUSHI 高橋ヒロム                                                  | 13分36秒 EVIL →片エビ固め                               | 鈴木みのる ザック・セイバーJr. タイチ 金丸義信● エル・デスペラード |
| 第7試合 30分1本勝負 ■ スペシャルタッグマッチ                                            |                                                         |                                                                    |
| 棚橋弘至 ●KUSHIDA                                                                       | 16分15秒 レインメーカー →片エビ固め                     | オカダ・カズチカ○ ウィル・オスプレイ                               |
| 第8試合 60分1本勝負 ■ スペシャルシングルマッチ                                          |                                                         |                                                                    |
| ●飯伏幸太                                                                               | 23分36秒 DIN’S FIRE →片エビ固め                         | Cody○                                                              |
| 第9試合 60分1本勝負 ■ スペシャルシングルマッチ                                          |                                                         |                                                                    |
| ○ケニー・オメガ                                                                         | 18分23秒 片翼の天使 →体固め                             | ハングマン・ペイジ●                                                |

#### 2日目
| 第1試合 20分1本勝負                                                     |                                                 |                                                                                      |
| 獣神サンダー・ライガー タイガーマスク ○田口隆祐                         | 06分34秒 オーマイ＆ガーアンクル                 | 海野翔太 成田蓮● 上村優也                                                            |
| 第2試合 20分1本勝負                                                     |                                                 |                                                                                      |
| 永田裕志 ●岡倫之                                                        | 06分11秒 パッケージドライバー →片エビ固め       | 高橋裕二郎 チェーズ・オーエンズ○                                                     |
| 第3試合 20分1本勝負                                                     |                                                 |                                                                                      |
| ロッキー・ロメロ YOH ○SHO                                               | 06分00秒 3K →片エビ固め                         | 飯塚高史 タイチ TAKAみちのく●                                                        |
| 第4試合 20分1本勝負                                                     |                                                 |                                                                                      |
| 真壁刀義 ●トーア・ヘナーレ                                              | 07分12秒 垂直落下式ブレーンバスター →片エビ固め | 石井智宏○ 矢野通                                                                     |
| 第5試合 30分1本勝負                                                     |                                                 |                                                                                      |
| ジュース・ロビンソン ●デビッド・フィンレー マイケル・エルガン           | 11分04秒 カルマ →片エビ固め                     | 後藤洋央紀 ジェイ・ホワイト YOSHI-HASHI○                                             |
| 第6試合 30分1本勝負                                                     |                                                 |                                                                                      |
| ○内藤哲也 EVIL SANADA BUSHI 高橋ヒロム                                  | 08分31秒 デスティーノ →片エビ固め               | 鈴木みのる ランス・アーチャー デイビーボーイ・スミスJr. 金丸義信● エル・デスペラード |
| 第7試合 30分1本勝負                                                     |                                                 |                                                                                      |
| ケニー・オメガ 飯伏幸太 ○バッドラック・ファレ タマ・トンガ タンガ・ロア | 08分47秒 ボディプレス →体固め                   | Cody ハングマン・ペイジ マーティ・スカル● マット・ジャクソン ニック・ジャクソン      |
| 第8試合 60分1本勝負 ■ IWGPジュニアヘビー級選手権試合                    |                                                 |                                                                                      |
| ○ウィル・オスプレイ (第80代王者)                                        | 23分46秒 ストームブレイカー →片エビ固め         | KUSHIDA● (挑戦者)                                                                    |
| ※オスプレイが3度目の防衛に成功                                          |                                                 |                                                                                      |
| 第9試合 60分1本勝負 ■ IWGPヘビー級選手権試合                            |                                                 |                                                                                      |
| ○オカダ・カズチカ (第65代王者)                                          | 34分36秒 レインメーカー →片エビ固め             | 棚橋弘至 ● (挑戦者)                                                                  |
| ※オカダがIWGPヘビー歴代最高となる12度目の防衛に成功。                   |                                                 |                                                                                      |

### 2019年

#### 初日
| 第1試合 20分1本勝負                                         |                                         |                                                             |
| 本間朋晃 海野翔太 ○成田蓮                                   | 10分46秒 フロントスープレックスホールド | トーア・ヘナーレ 辻陽太 上村優也●                           |
| 第2試合 20分1本勝負                                         |                                         |                                                             |
| YOSHI-HASHI 獣神サンダー・ライガー ●タイガーマスク 田口隆祐 | 9分57秒 みちのくドライバーⅡ →片エビ固め | 鈴木みのる 金丸義信 エル・デスペラード TAKAみちのく○        |
| 第3試合 30分1本勝負                                         |                                         |                                                             |
| 真壁刀義 矢野通 ○ウィル・オスプレイ                         | 7分25秒 オスカッター →片エビ固め        | タマ・トンガ タンガ・ロア ヒクレオ●                         |
| 第4試合 30分1本勝負                                         |                                         |                                                             |
| ○飯伏幸太 YOH SHO                                           | 11分31秒 カミゴェ →片エビ固め           | 内藤哲也 BUSHI● 鷹木信悟                                    |
| 第5試合 30分1本勝負                                         |                                         |                                                             |
| 後藤洋央紀 ○ジュース・ロビンソン マイキー・ニコルス         | 11分23秒 パルプフリクション →エビ固め   | ジェイ・ホワイト バッドラック・ファレ チェーズ・オーエンズ● |
| 第6試合 60分1本勝負 ■ スペシャルタッグマッチ                |                                         |                                                             |
| オカダ・カズチカ ●石井智宏                                  | 16分52秒 レフェリーストップ             | SANADA EVIL○                                                |
| 第7試合 60分1本勝負 ■ NEVER無差別級選手権試合               |                                         |                                                             |
| ●ジェフ・コブ (第24代王者)                                  | 17分50秒 ブラックメフィスト →片エビ固め | タイチ○ (挑戦者)                                            |
| ※コブが初防衛に失敗。タイチが新チャンピオンとなる。         |                                         |                                                             |
| 第8試合 60分1本勝負 ■ IWGPジュニアヘビー級選手権試合        |                                         |                                                             |
| ○ドラゴン・リー (第84代王者)                                | 25分53秒 デスヌカドーラ →片エビ固め     | 石森太二● (挑戦者)                                          |
| ※リーが初防衛に成功                                         |                                         |                                                             |

#### 2日目
| 第1試合 20分1本勝負                                                |                                                  |                                                                      |
| ○海野翔太 成田蓮                                                   | 7分36秒 フィッシャーマンズスープレックスホールド | 辻陽太● 上村優也                                                     |
| 第2試合 30分1本勝負                                                |                                                  |                                                                      |
| ジェフ・コブ YOSHI-HASHI ●トーア・ヘナーレ タイガーマスク 田口隆祐 | 11分16秒 天翔十字鳳 →体固め                      | タイチ○ 鈴木みのる 金丸義信 エル・デスペラード TAKAみちのく          |
| 第3試合 30分1本勝負                                                |                                                  |                                                                      |
| 真壁刀義 ○矢野通 獣神サンダー・ライガー                            | 7分40秒 横入り式エビ固め                         | タマ・トンガ タンガ・ロア 邪道●                                      |
| 第4試合 30分1本勝負                                                |                                                  |                                                                      |
| 後藤洋央紀 ○ジュース・ロビンソン マイキー・ニコルス 本間朋晃       | 11分57秒 パルプフリクション →体固め              | ジェイ・ホワイト バッドラック・ファレ チェーズ・オーエンズ ヒクレオ● |
| 第5試合 30分1本勝負                                                |                                                  |                                                                      |
| ドラゴン・リー ●ウィル・オスプレイ                                 | 9分58秒 変型フェイスバスター →体固め             | 石森太二 エル・ファンタズモ○                                         |
| 第6試合 30分1本勝負                                                |                                                  |                                                                      |
| 飯伏幸太 ●YOH SHO                                                  | 13分47秒 デスティーノ →片エビ固め                | 内藤哲也○ BUSHI 鷹木信悟                                             |
| 第7試合 60分1本勝負 ■ スペシャルシングルマッチ                     |                                                  |                                                                      |
| ○石井智宏                                                          | 23分08秒 垂直落下式ブレーンバスター →片エビ固め  | EVIL●                                                                |
| 第8試合 60分1本勝負 ■ IWGPヘビー級選手権試合                       |                                                  |                                                                      |
| ○オカダ・カズチカ (第69代王者)                                     | 38分03秒 レインメーカー →片エビ固め              | SANADA● (挑戦者)                                                     |
| ※オカダが初防衛に成功                                              |                                                  |                                                                      |

### 2020年（開催中止）
5月3日・4日に福岡国際センターで開催が予定されていたが、新型コロナウイルスの感染拡大による政府からのイベント中止・延期などの対応要請、及び、改正・新型インフルエンザ等対策特別措置法に基づく緊急事態宣言の発令により開催中止。

### 2021年
2019年以来2年ぶりの開催。当初は2日目のセミファイナルにIWGPジュニアヘビー級選手権試合を行う予定であったが、後述の理由により中止・延期となっている。

#### 初日
| 第1試合 20分1本勝負 |                                           |                                                                       |
| マスター・ワト ●タイガーマスク 天山広吉 矢野通 | 9分57秒 ブラディークロス →片エビ固め      | ディック東郷 石森太二○ 高橋裕二郎 EVIL                                |
| 第2試合 20分1本勝負 |                                           |                                                                       |
| SHO ○YOH オカダ・カズチカ | 10分31秒 DIRECT DRIVE →片エビ固め         | 金丸義信● エル・デスペラード 鈴木みのる                               |
| 第3試合 30分1本勝負 |                                           |                                                                       |
| BUSHI ○SANADA 内藤哲也 鷹木信悟 | 11分31秒 オコーナーブリッジ               | ジェフ・コブ アーロン・ヘナーレ● グレート-O-カーン ウィル・オスプレイ |
| 第4試合 60分1本勝負 ■IWGPタッグ王座挑戦権争奪戦 |                                           |                                                                       |
| ○ザック・セイバーJr. | 15分12秒 横十字固め                       | タンガ・ロア●                                                         |
| ※タイチ&ザックがIWGPタッグ王座挑戦権獲得 ※ザックが勝利した場合、タイチとのコンビでG.o.Dの保持するIWGPタッグ王座への挑戦権を獲得。なおザックが敗れた場合、今後IWGPタッグ王座への挑戦権を失う。 |                                           |                                                                       |
| 第5試合 時間無制限1本勝負 ■アイアンフィンガーフロムヘル争奪ラダーマッチ |                                           |                                                                       |
| ○タイチ | 27分11秒 アイアンフィンガーフロムヘル獲得 | タマ・トンガ●                                                         |
| ※リング上に吊るされたアイアンフィンガーフロムヘルを獲得した選手を勝者とする。なお獲得したアイアンフィンガーフロムヘルは封印する。                                                             |                                           |                                                                       |
| 第6試合 60分1本勝負 ■NEVER無差別級選手権試合 |                                           |                                                                       |
| ●棚橋弘至 (第32代王者) | 39分01秒 ブレードランナー →片エビ固め     | ジェイ・ホワイト○ (挑戦者)                                            |
| ※王者が2度目の防衛に失敗、挑戦者が新王者となる。 |                                           |                                                                       |

#### 2日目
この日はIWGP世界ヘビー級王座とIWGPジュニアヘビー級王座の両選手権試合を含む全6試合が予定されていたが、当日朝になって出場予定だった2選手から発熱の症状を確認（翌5日、当該選手2名の陽性を発表）。これを受けて第1試合前に菅林直樹会長から当該選手ならびに5月1日の別府大会以降に当該選手と試合を行った選手の欠場とそれに伴うカード変更が発表され、セミで行われる予定だったIWGPジュニアヘビー級選手権試合を含む2試合が中止となった。
その後、シリーズに帯同した全選手を対象に実施したPCR検査の結果、オカダ、タイチ、デスペラードを含む7選手の新型コロナウイルス陽性を発表している。
| ※開催に先立ち菅林直樹会長が、対戦カードの変更を発表 | |                                                    |
| 第1試合 20分1本勝負                                 | |                                                    |
| DOUKI ○ザック・セイバーJr. タイチ                   | 10分00秒 Hurrah! Another Year，Surely This One Will Be Better Than the Last; The Inexorable March of Progress Will Lead Us All to Happiness | 邪道● タンガ・ロア タマ・トンガ                    |
| 第2試合 20分1本勝負                                 | |                                                    |
| ●マスター・ワト 天山広吉                            | 10分24秒 ブラディークロス →片エビ固め | 石森太二○ 高橋裕二郎                               |
| 第3試合 20分1本勝負                                 | |                                                    |
| ●BUSHI SANADA 内藤哲也                              | 14分54秒 ツアー・オブ・ジ・アイランド →片エビ固め                                                                                           | ジェフ・コブ○ アーロン・ヘナーレ グレート-O-カーン |
| 第4試合 30分1本勝負                                 | |                                                    |
| 田口隆祐 ○矢野通 棚橋弘至                           | 12分44秒 横入り式エビ固め | ディック東郷● EVIL ジェイ・ホワイト                |
| 第5試合 60分1本勝負 ■IWGP世界ヘビー級選手権試合     | |                                                    |
| ○ウィル・オスプレイ (第2代王者)                     | 44分53秒 ストームブレーカー →片エビ固め | 鷹木信悟● (挑戦者)                                 |
| ※王者が初防衛に成功                                 | |                                                    |

### 2022年
この年は国際水泳連盟（FINA）主催の世界水泳選手権（後に2023年に延期）のため国際センターが使用不可のため21年ぶりに福岡ドームでの開催が決定。
当初は全8試合で行われる予定であったが、4月20日後楽園大会の結果を受け、スペシャルシングルマッチが第2試合に追加、全9試合に変更された。
| 第1試合 30分1本勝負 |                                                        |                                                                                                 |
| BUSHI ●鷹木信悟 X=越中詩郎 | 10分15秒 タイチ式外道クラッチ                          | TAKAみちのく タイチ〇 ザック・セイバーJr.                                                       |
| 第2試合 30分1本勝負 |                                                        |                                                                                                 |
| ●YOH | 9分59秒 TIME BOMB Ⅱ →体固め                            | 高橋ヒロム〇                                                                                    |
| 第3試合 30分1本勝負 |                                                        |                                                                                                 |
| 〇タンガ・ロア | 11分33秒 エイプシット →片エビ固め                      | 高橋裕二郎●                                                                                     |
| 第4試合 60分1本勝負 ■IWGPジュニアタッグ選手権試合                                                                                              |                                                        |                                                                                                 |
| マスター・ワト 〇田口隆祐 (第69代王者) | 9分10秒 エビ固め                                       | DOUKI 金丸義信● (挑戦者)                                                                        |
| ※田口＆ワト組が2度目の防衛に成功。 |                                                        |                                                                                                 |
| 第5試合 60分1本勝負 ■IWGPタッグ選手権試合3WAYマッチ                                                                                            |                                                        |                                                                                                 |
| YOSHI-HASHI ●後藤洋央紀 (挑戦者) | 9分42秒 ロケットランチャーエルボードロップ →片エビ固め | ジェフ・コブ グレート-O-カーン (第93代王者) チェーズ・オーエンズ◯ バッドラック・ファレ (挑戦者) |
| ※-O-カーン＆コブ組が初防衛に失敗。ファレ＆オーエンズ組が第94代王者組となる。 ※3チーム同時に試合を行い、いずれかの1チームが勝利した時点で決着。 |                                                        |                                                                                                 |
| 第6試合 60分1本勝負 ■NEVER無差別級選手権試合                                                                                                   |                                                        |                                                                                                 |
| 〇タマ・トンガ (挑戦者) | 13分25秒 ガンスタン →片エビ固め                        | EVIL● (第35代王者)                                                                              |
| ※EVILが3度目の防衛に失敗。タマが第36代王者となる。                                                                                             |                                                        |                                                                                                 |
| 第7試合 60分1本勝負 ■IWGPジュニアヘビー級選手権試合                                                                                            |                                                        |                                                                                                 |
| ●エル・デスペラード (第91代王者) | 14分40秒 Bone Lock                                     | 石森太二〇 (挑戦者)                                                                             |
| ※デスペラードが4度目の防衛に失敗。石森が第92代王者となる。                                                                                     |                                                        |                                                                                                 |
| 第8試合 60分1本勝負 ■IWGP USヘビー級王座決定戦                                                                                                 |                                                        |                                                                                                 |
| 〇棚橋弘至 | 23分20秒 ハイフライフロー →片エビ固め                  | 石井智宏●                                                                                       |
| ※この試合に勝利した選手を第14代IWGP USヘビー級王者に認定する。 ※棚橋が第14代IWGP USヘビー級王座となる。                                        |                                                        |                                                                                                 |
| 第9試合 60分1本勝負 ■IWGP世界ヘビー級選手権試合                                                                                                |                                                        |                                                                                                 |
| 〇オカダ・カズチカ (第4代王者) | 34分12秒 レインメーカー →片エビ固め                    | 内藤哲也● (挑戦者)                                                                              |
| ※オカダが4度目の防衛に成功。 |                                                        |                                                                                                 |